# Walter Bündchen
Walter Bündchen (São Leopoldo, 23 de fevereiro de 1916 - Porto Alegre, 3 de outubro de 2010) foi um ferreiro e político brasileiro. Foi vereador de 1960 a 1971 e prefeito (de julho de 1971 a agosto de 1975) da cidade de Horizontina.

## Vida política
Durante sua gestão, foi criada em 1971 a Cooperativa de Energia e Desenvolvimento Rural Entre Rios (CERTHIL), A cooperativa, capitaneada pelo prefeito de Três de Maio, Walter Ullmann, e em conjunto com os municípios de Independência, Tucunduva e Tuparendi, tinha o objetivo de levar energia elétrica à população da região. Walter serviu como membro do Conselho Fiscal e ao término da primeira gestão, em 1973, a iniciativa havia construído 12 redes de eletrificação rural, beneficiando 388 associados.
Em maio de 1973, Walter Bündchen celebrou contrato com a CORSAN, formalizando a instalação de água potável em Horizontina.

## Vida pessoal
Walter Bündchen era filho do agricultor Hermann (Germano) Bündchen (Picada Café, 11 de junho de 1890) e de Wilhelmine Pauline (Guilhermina Paulina) Bühler (Bom Jardim, 11 de outubro de 1890) e teve seis irmãos: Ervin (1912), Lewinus (1913), Ivone (1922), Otto (1925), Celita (1928) e Egon (1936).
Walter casou-se em 11 de abril de 1942 com Ilsa Korndörfer (Estância Velha, 24 de março de 1924). Eles eram avós, por parte de pai, da supermodelo Gisele Bündchen.

## Homenagens
O aeroporto de Horizontina leva o seu nome.